# Theodor Roemer

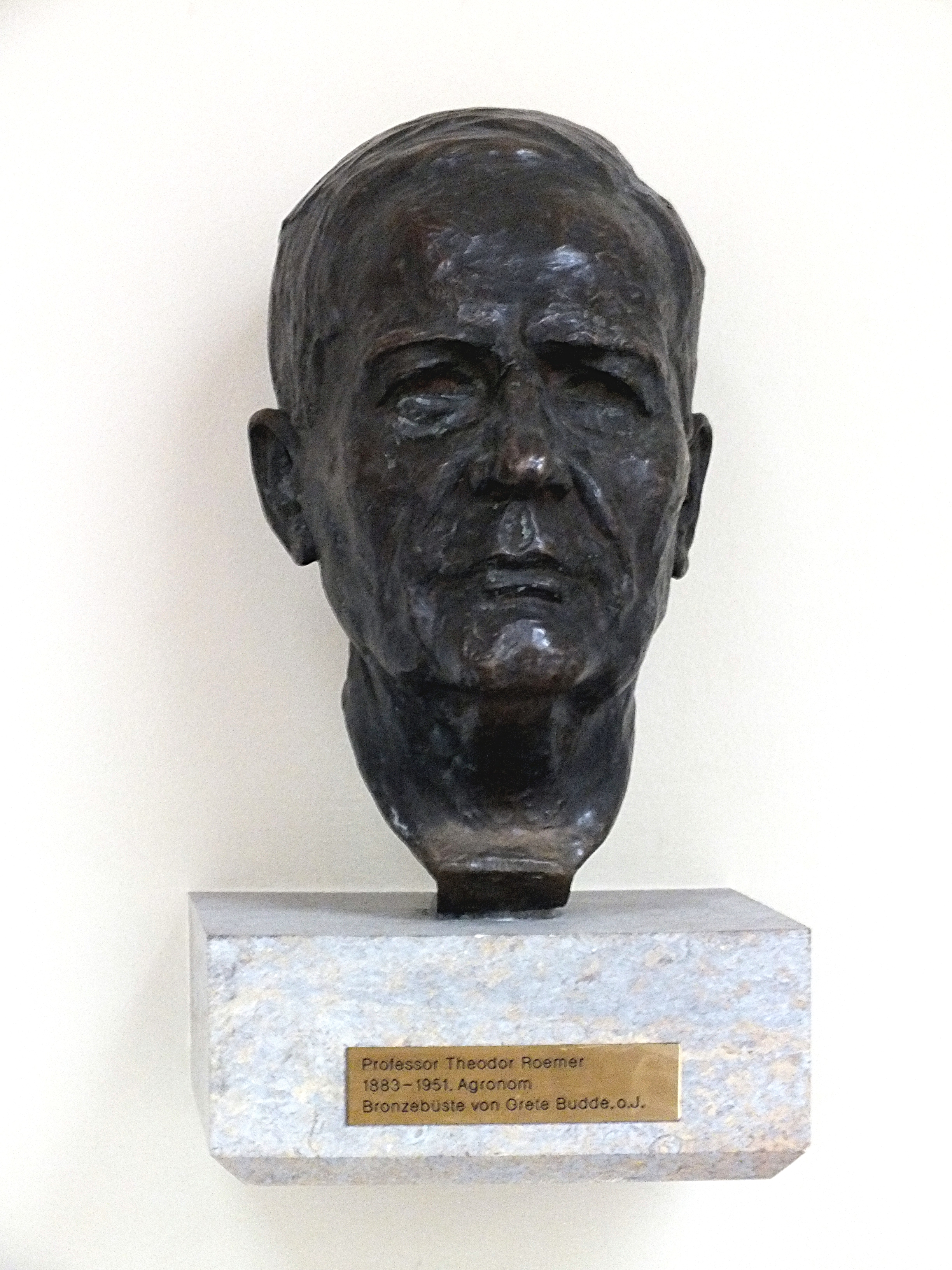
Büste Roemers in Berlin

Theodor Roemer (* 20. November 1883 in Pfrondorf (Württemberg), heute Stadtteil von Tübingen; † 3. September 1951 in Halle (Saale)) war ein deutscher Agrarwissenschaftler. Er gehört zu den herausragenden Vertretern des Acker- und Pflanzenbaus und der Pflanzenzüchtung in der ersten Hälfte des 20. Jahrhunderts.

## Leben
Theodor Roemer war der Sohn eines Pfarrers. Er besuchte das Karls-Gymnasium in Stuttgart. Danach absolvierte Roemer eine dreijährige landwirtschaftliche Lehre in Ostpreußen. Anschließend war er als Verwalter in einem Saatzuchtbetrieb tätig. Von 1904 bis 1907 studierte er Landwirtschaft in Hohenheim und Breslau. Seit 1908 arbeitete er als Assistent am Landwirtschaftlichen Institut der Universität Jena. Dort wurde er 1910 mit einer Arbeit aus dem Gebiet der Pflanzenzüchtung zum Dr. phil. promoviert. In Jena lernte er Frida Hoene kennen, die er 1912 heiratete.
Nach der Promotion ging Roemer im Auftrag des Reichskolonialamtes nach Deutsch-Ostafrika. Als Sachverständiger für Landwirtschaft gründete er dort unter anderem eine Baumwollzuchtstation. Nach seiner Rückkehr im Jahre 1912 wurde er Assistent bei Erich von Tschermak-Seysenegg an der Hochschule für Bodenkultur in Wien. Dieser übertrug ihm die Leitung des Gregor-Mendel-Instituts für Gemüse- und Obstzüchtung in Eisgrub. Von 1914 bis 1918 war Roemer Abteilungsvorsteher für Pflanzenzüchtung am Kaiser-Wilhelm-Institut für Landwirtschaft in Bromberg. Während dieser Zeit war er auch zeitweise Soldat im Ersten Weltkrieg. Nach Kriegsende übernahm er eine Tätigkeit als Saatzuchtleiter bei der Firma Strube in Schlanstedt.
Ende des Jahres 1919 folgte Roemer einem Ruf an die Universität Halle und übernahm den Lehrstuhl für Pflanzenbau und Pflanzenzüchtung. Als Direktor des gleichnamigen Instituts wirkte er hier zunächst bis Mitte des Jahres 1945.
Im März 1934 hat er vom Preußischen Minister für Wissenschaft, Kunst und Volksbildung eine Rüge erhalten wegen Äußerungen zu den Nationalsozialisten, die nicht in deren Sinne lagen. Von 1934 bis 1939 war er Förderndes Mitglied der SS. Am 23. Juli 1937 beantragte er die Aufnahme in die NSDAP und wurde rückwirkend zum 1. Mai desselben Jahres aufgenommen (Mitgliedsnummer 4.979.092), 1941 schloss er sich dem NSDDB an. Im Rahmen des Entnazifizierungsverfahrens in den Jahren 1946/1947 gemäß der Direktive 24 haben ihm zahlreiche vormalige Mitarbeiter bescheinigt, dass er eine antinationalsozialistische Einstellung hatte und nur nominales Mitglied der NSDAP gewesen war.
Vor dem Ende des Zweiten Weltkrieges kümmerte er sich um die Unterbringung der Flüchtlingsströme aus den deutschen Ostgebieten auf dem Versuchsgut Mösslitz bei Halle. In diesem Krieg ist sein einziges Kind, Sohn Martin, gefallen.
Im Juni 1945 wurde er von der amerikanischen Besatzung mit anderen Wissenschaftlern der Universität Halle-Wittenberg nach Darmstadt deportiert. Er war danach in Bieberau und Hohenheim tätig. Im September 1946 kehrte er nach Halle zurück. Seine Rückkehr fiel zusammen mit den Vorbereitungen zur Gründung einer Landwirtschaftlichen Fakultät. Im Zuge dieser Veränderung der Universitätsstruktur wurde das von ihm bis 1945 geleitete Institut für Pflanzenbau und Pflanzenzüchtung in fünf Einzelinstitute aufgegliedert (Acker- und Pflanzenbau, Pflanzenzüchtung, Phytopathologie, Futterbau und Kulturtechnik). Von 1947 bis zu seiner Emeritierung im Jahre 1951 war Roemer Leiter des Instituts für Acker- und Pflanzenbau. Er war in dieser Zeit neben Prof. Woermann und Prof. Schmalfuß einer der herausragenden Hochschullehrer an der Fakultät.
Nach seiner Wiederberufung an die Universität gründete Roemer die Theodor Roemer Stiftung, aus der u. a. Stipendien für begabte, finanzschwache Studenten gezahlt wurden. Das Stiftungskapital (50.000 Reichsmark) hatte er anlässlich seines 60. Geburtstages vom Reichsbund der Deutschen Pflanzenzucht zur Förderung des wissenschaftlichen Nachwuchses erhalten.
Bis zu seiner Emeritierung war Theodor Roemer Vorsitzender des zentralen Friedenskomitees der halleschen Universität.

## Forschungsleistungen
Roemers Forschungsschwerpunkt in Halle war die Pflanzenzüchtung. Die Arbeiten aus seinem Institut wurden vor allem richtungsweisend für die Resistenzzüchtung. Wesentliche Fortschritte erzielte er auch auf dem Gebiet der Qualitätszüchtung. In Zusammenarbeit mit mehreren seiner Mitarbeiter konnte er nachweisen, dass die Backqualität des Weizens in hohem Maße genetisch bedingt ist. Unter der Ägide Roemers wurden in Halle 22 neue Getreidesorten mit hoher Ertragsleistung, hoher Resistenz gegenüber Krankheiten und guter Backqualität gezüchtet.
Die von Roemer begründete Hallesche Schule der Pflanzenzüchtung besaß bereits vor 1933 hohes internationales Ansehen. Maßgeblich förderte Roemer die 1935 unter der Leitung von Arnold Scheibe durchgeführte Deutsche Hindukusch-Expedition, deren Teilnehmer Saatgut von Wild- und Kulturpflanzen für die wissenschaftliche Pflanzenzüchtung sammelten. – Roemer war Mitherausgeber und Mitautor des von 1941 bis 1950 erschienenen Handbuches der Pflanzenzüchtung.
Trotz seiner Vorliebe für die Pflanzenzüchtung fühlte sich Roemer stets zuständig für das Gesamtgebiet des Acker- und Pflanzenbaus. Besondere Aufmerksamkeit widmete er dem Feldversuchswesen. Wegweisend für die technische Durchführung von Feldversuchen wurde seine erstmals 1920 veröffentlichte Schrift Der Feldversuch. Ein Wahlspruch Roemers lautete: „Ohne blühendes Versuchswesen keine blühende Landwirtschaft“. Seine Idee, eine enge Verbindung von Wissenschaft und Praxis durch die Gründung von Versuchsringen herzustellen, fand bei den Landwirten großen Widerhall. Zwischen 1922 und 1932 entstanden in Deutschland über 700 solcher Versuchsringe, die Düngungs-, Bodenbearbeitungs- und auch Sortenversuche durchführten. 1933 löste der Reichsnährstand diese Versuchsringe auf, doch nach 1945 lebte diese Idee in den landwirtschaftlichen Beratungsringen wieder auf.
Auf dem Gebiet des Ackerbaus galt Roemers Interesse bevorzugt den Fragen der Bodenbearbeitung und der Bodenfruchtbarkeit. In mehreren Übersichtsbeiträgen hat er den jeweils aktuellen Wissensstand und die noch offenen Forschungsfragen auf diesen zentralen Gebieten des Ackerbaus dargestellt. Gemeinsam mit dem Bodenkundler Fritz Scheffer schrieb er ein wiederholt aufgelegtes Lehrbuch des Ackerbaus, das als Roemer/Scheffer mehrere Jahrzehnte ein Standardwerk der wissenschaftlichen Landbau-Literatur gewesen ist. Seine bedeutendste Veröffentlichung auf dem Gebiet des Speziellen Pflanzenbaus ist das 1927 erschienene Handbuch des Zuckerrübenbaues. Mehrere acker- und pflanzenbauliche Beiträge hat er in den beiden Auflagen des von ihm mitherausgegebenen fünfbändigen Handbuches der Landwirtschaft (1929–1930 und 1952–1954) publiziert.
Roemer hat auf zahlreichen Auslandsreisen mannigfache Anregungen für seine Lehr- und Forschungstätigkeit erhalten. Bedeutsam für ihn war vor allem eine achtmonatige Studienreise in die USA im Jahre 1925, über die er einen ausführlichen Reisebericht veröffentlichte. Weitere Reisen führten ihn in die Sowjetunion und in viele europäische Länder. Auf Anweisung des Reichsministeriums für Ernährung und Landwirtschaft erstellte er ab 1941 Anbaupläne für die Gebiete Osteuropas und war Mitglied in den gemeinsamen Saatgutkommissionen mit Rumänien und Ungarn. In den Jahren nach dem Zweiten Weltkrieg beschäftigte sich Roemer mit zukünftigen Fragen der Nahrungsmittelproduktion. Weite Beachtung fand seine 1949 veröffentlichte Schrift Probleme und Fernziele der deutschen Feldwirtschaft.
Am Ende seines Lebens hat sich Roemer intensiv mit der Lehre von Thomas Robert Malthus auseinandergesetzt.
Roemer war ein angesehener Hochschullehrer mit großer Ausstrahlungskraft. Die Ausbildung von Studenten und Nachwuchswissenschaftlern war ihm stets ein besonderes Anliegen. Während seiner über drei Jahrzehnte währenden Tätigkeit an der Universität Halle-Wittenberg führte er mehr als 200 Doktoranden zur Promotion. Dreizehn seiner Schüler beziehungsweise Mitarbeiter habilitierten sich an seinem Institut.

## Darstellung Roemers in der bildenden Kunst
- Grete Budde: Prof. Theodor Roemer (Porträtbüste, Bronze; Lichthof des Albrecht Daniel Thaer-Instituts Berlin, Berlin, Invalidenstraße 42)

## Mitgliedschaften

### Wissenschaftlichen Vereinigungen
- 1924, Leopoldina (Leopoldinisch-Carolinische Deutsche Akademie der Naturforscher), Halle
- 1935, Schwedische Akademie der Landbauwissenschaften, Stockholm
- 1936, Ehrenmitglied des Schwedischen Saatzuchtvereins, Svalöf
- 1937, Mitglied der Physiographischen Gesellschaft, Lund
- 1937, Mitglied der Gesellschaft für Pflanzenzüchtung, Wien

### Wissenschaftliche Redaktionen
- 1925–1944, Schriftleiter der Zeitschrift Der Zuckerrübenbau
- 1925–1944, verantwortlicher Redakteur für die Sonderbände Pflanzenbau der Zeitschrift des Kühn-Archiv
- 1929–1934, Herausgeber von 10 Bänden der Abteilung A, Pflanzenbau des Wissenschaftlichen Archivs für Landwirtschaft
- 1930, Mitherausgeber von Handbuch der Landwirtschaft (5 Bände), mit Friedrich Aereboe und Johannes Hansen
- 1931–1951, Mitherausgeber der Zeitschrift für Pflanzenzüchtung
- 1939–1950, Mitherausgeber Handbuch der Pflanzenzüchtung (5 Bände), mit Wilhelm Rudorf

### Sonstige
- 1932–1934, Stahlhelm Halle (bis 1934)
- 1949, Friedenskomitee der Universität Halle-Wittenberg

## Ehrungen und Auszeichnungen
- 1918, Eisernes Kreuz II. Klasse
- 1944, Kriegsverdienstkreuz II. Klasse
- 1948, Dr. h. c. der Landwirtschaftlichen Hochschule Hohenheim
- 1950, Justus-von-Liebig-Preis
- 1950, Nationalpreis der DDR III. Klasse
- 1951, Dr. h. c. der Universität Leipzig
- 1953, Enthüllung der Theodor-Roemer-Büste in der Universität Halle-Wittenberg
- 1953, Roemer-Medaille der Arbeitsgemeinschaft Getreideforschung in Detmold seit 1953
- 1961, Ehrenkolloquium an der Landwirtschaftlichen Fakultät der Universität Halle-Wittenberg aus Anlass seines 10. Todestages
- 1964, Benennung der Theodor-Roemer-Straße in Halle-Trotha
- 1983, Ehrenkolloquium an der Landwirtschaftlichen Fakultät der Universität Halle-Wittenberg aus Anlass seines 100. Geburtstages
- 1996, Theodor Roemer-Preis der Gesellschaft der Freunde der Landwirtschaftlichen Fakultät der Martin-Luther-Universität Halle-Wittenberg seit 1996
- 2001, Gedenkfeier der Gesellschaft der Freunde der Landwirtschaftlichen Fakultät der Martin-Luther-Universität Halle-Wittenberg aus Anlass des 50. Todestages

## Schriften (Auswahl)
- Der Feldversuch. Eine kritische Studie auf naturwissenschaftlicher-mathematischer Grundlage. Verlagsbuchhandlung Paul Parey Berlin 1920, 2. Aufl. 1925, 3. Aufl. 1930 = Arbeiten der Deutschen Landwirtschafts-Gesellschaft H. 302.
- Beobachtungen auf dem Gebiete des Ackerbaus in den Vereinigten Staaten von Nordamerika. Bericht über die Ergebnisse einer im Jahre 1925 durchgeführten Studienreise. Verlagsbuchhandlung Paul Parey Berlin 1926, 2. Aufl. 1927 = Berichte über Landwirtschaft. N. F. Sonderheft 4.
- Handbuch des Zuckerrübenbaues. Unter Mitwirkung von A. Schaumburg. Verlagsbuchhandlung Paul Parey 1927.
- mit Friedrich Aereboe und Johannes Hansen (Hrsg.): Handbuch der Landwirtschaft. 5 Bände, Berlin 1929/30.
- mit Fritz Scheffer: Ackerbaulehre Verlagsbuchhandlung Paul Parey Berlin 1933, 2. Aufl. ebd. 1944, dann als Lehrbuch des Ackerbaues weitergeführt: 3. Aufl. ebd. 1949. Nach dem Tode Roemers erschienen noch zwei von Fritz Scheffer und Otto Tornau bearbeitete Auflagen: 4. Aufl. ebd. 1953, 5. Aufl. ebd. 1959.
- Die Züchtung resistenter Rassen der Kulturpflanzen (gemeinsam mit W. H. Fuchs und K. Isenbeck). Verlagsbuchhandlung Paul Parey Berlin 1938.
- Probleme und Fernziele der deutschen Feldwirtschaft. Eine Diskussionsgrundlage. Verlag Paul Parey Berlin 1949; zugl. in: Zeitschrift für Acker- und Pflanzenbau Bd. 91, 1949, S. 265–297